# John Keble

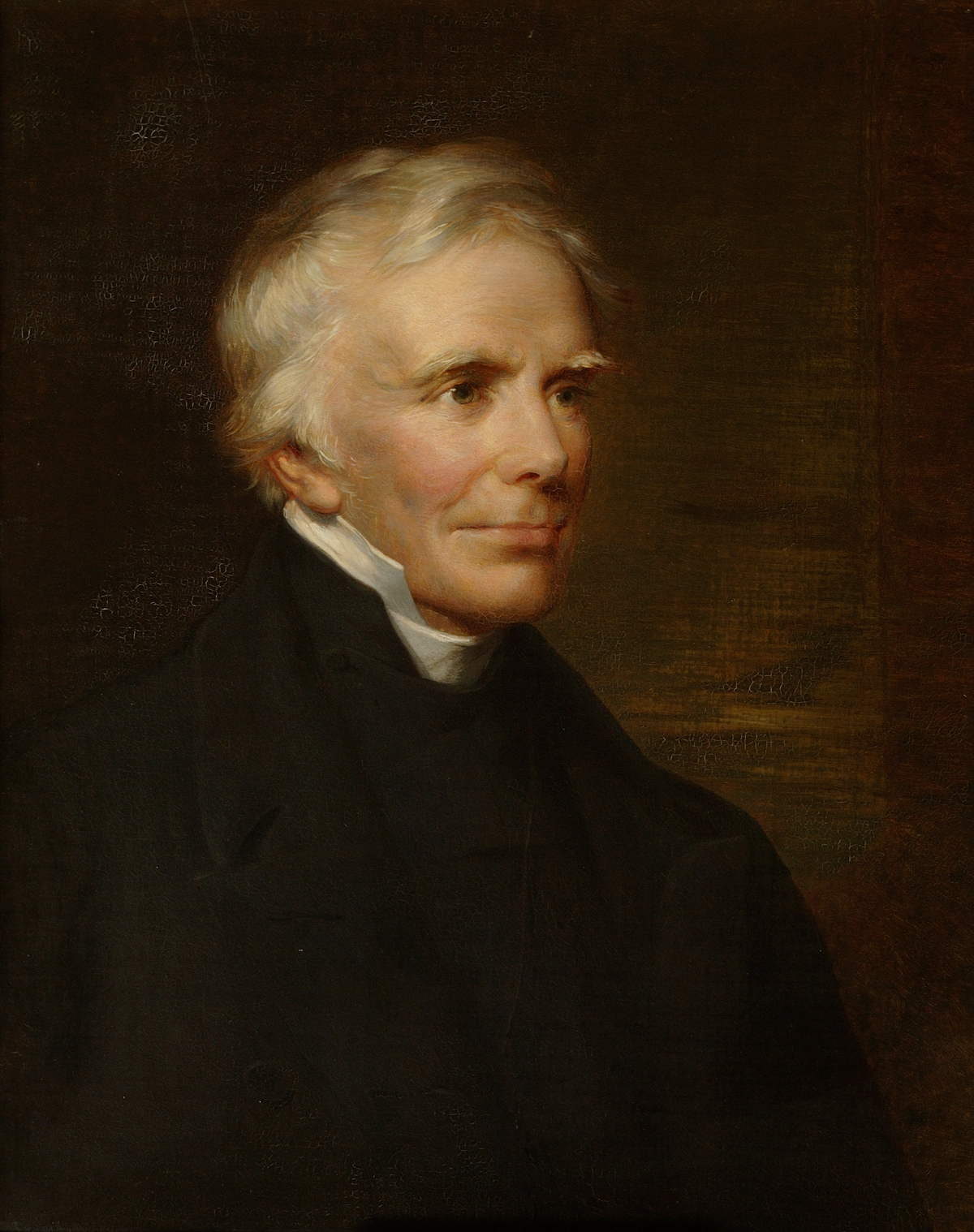
John Keble.

John Keble nació el 25 de abril del año 1782 en Fairford, Gloucestershire, y falleció el 29 de marzo de 1866 en Gran Bretaña. Fue un poeta, teólogo y uno de los fundadores del Movimiento de Oxford.

## Vida

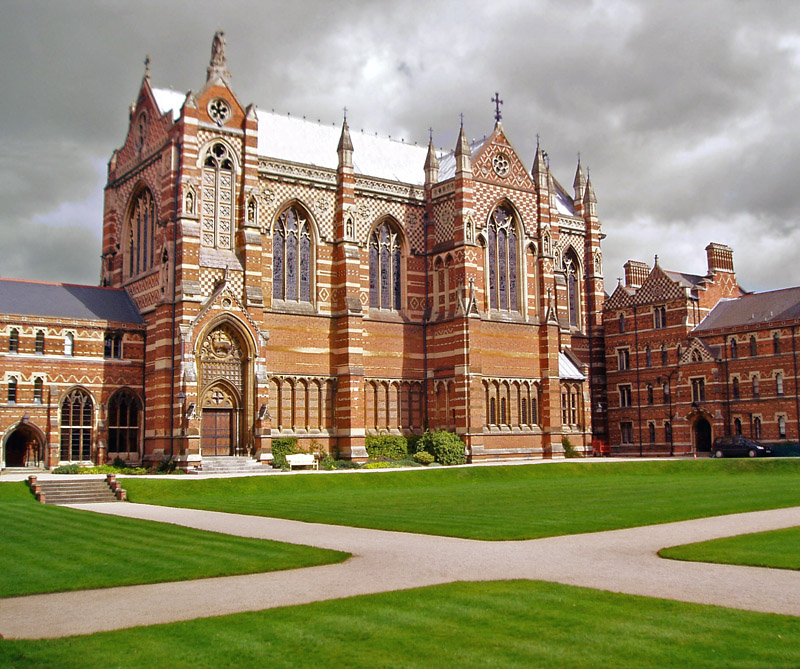
Keble College, Oxford. El colegio lleva el nombre de John Keble, uno de los colegas de Pusey en el Movimiento de Oxford, que murió cuatro años antes de su fundación en 1870

Estudió en Corpus Christi College destacando como un alumno brillante. Después enseñó en el Oriel College y durante varios años fue tutor y examinador en la Universidad de Oxford.
Escribió The Christian Year, un poemario publicado anónimamente en 1827, que recibió una muy buena crítica y muy pronto se supo quién fue su autor. Así, Keble fue designado a la silla de poesía en Oxford, que conservaría hasta 1841. Según Grégory Goodwin, The Christian Year es "la mayor contribución que Keble ha dado al Movimiento de Oxford y a la Literatura inglesa"

## John Keble y el Movimiento de Oxford
Su célebre sermón del año 1833, National apostasy, se considera de gran importancia en el nacimiento del Movimiento de Oxford. Keble es una figura importante de este movimiento, junto a otros como John Henry Newman y Edward Bouverie Pusey, aunque contrariamente a Newman, no se convirtió al catolicismo.
En 1835 se instaló con su familia en Hursley (Hampshire), donde vivió hasta su muerte. En 1846 escribió un libro de poemas titulado Lyra Innocentium. Otras obras suyas son The life of the right reverend father in God, Thomas Wilson, D. D.: Lord Bishop of Sodor and Man, una edición de Works of Hooker. Después de su muerte se publicaron Letters of Spiritual Counsel y 12 volúmenes de sus sermones.
- Biografías sobre John Keble: J. D. Coleridge escribió dos biografías de Keble en 1869, y W. Lock otra en 1895. Por su parte, en 1963 Georgina Battiscombe escribió una biografía titulada John Keble: a study in limitations.

## Keble College
Keble College, uno de los college de la Universidad de Oxford, fue fundado en memoria de John Keble.

## Santo anglicano
John Keble es considerado un santo por la Iglesia de Inglaterra. Su día es el 29 de marzo, el aniversario de su muerte.